# Amphu Middle
Der Amphu Middle ist ein Sechstausender im Khumbu-Himal im Nordosten Nepals. Der 6238 m hohe Berg befindet sich zwischen dem Chhukhung Gletscher im Westen und dem Amphu Labtsa Gletscher im Osten. Unmittelbar östlich des Berges liegt ein häufig begangener Pass, der 5780 m hohe Amphu Labtsa. Er verbindet das Hongu- mit dem Imja-Tal. In nördlicher Richtung ihm direkt gegenüber befindet sich der Island Peak, in westlicher Richtung die Ama Dablam und in östlicher Richtung der Baruntse. Der Berg hat drei markante Gipfel, von denen der mittlere, westlich bzw. nördlich der anderen beiden gelegen, mit 6238 m der höchste Punkt des Berges ist.

## Besteigungsgeschichte
Der Berg wurde am 20. April 2008 von einem sechsköpfigen deutschen Team erstbestiegen. Angeführt wurde die Gruppe von dem Leipziger Olaf Rieck. Die weiteren Expeditionsteilnehmer waren Alexander Graeber aus Leipzig, Erik Jahn und Vera Morche aus Fulda sowie Karin Mehlhase und Christian Pech aus Cottbus. Das Basislager wurde an einem kleinen See etwa anderthalb Gehstunden südöstlich von der Alm Chhukhung am 10. und 11. April bezogen. Am 15. April errichtete die Gruppe ihr einziges Hochlager auf einem Schneeplateau in etwa 5700 m Höhe auf dem Nordwestgrat. Von dort aus sicherte die Gruppe die steilen und teilweise brüchigen kombinierten Routenabschnitte. Insgesamt wurden 1400 m Fixseil verlegt.
Am 20. April gegen 15.00 Uhr erreichten Alexander Graeber und Olaf Rieck als erste Seilschaft den Gipfel. Am 21. April standen gegen Mittag auch Karin Mehlhase, Christian Pech und Erik Jahn auf dem höchsten Punkt des Berges. Bis heute wurde der Berg nur noch ein weiteres Mal über seine Westflanke bestiegen.